# Бруја
Бруја (фр. Brouilla) насеље је и општина у јужној Француској у региону Лангдок-Русијон, у департману Источни Пиринеји која припада префектури Перпињан.
По подацима из 2011. године у општини је живело 1122 становника, а густина насељености је износила 143,3 становника/km². Општина се простире на површини од 7,83 km². Налази се на средњој надморској висини од 46 метара (максималној 108 m, а минималној 27 m).

## Демографија
| 1962. | 1968. | 1975. | 1982. | 1990. | 1999. | 2011. |
| ----- | ----- | ----- | ----- | ----- | ----- | ----- |
| 530   | 537   | 564   | 616   | 565   | 630   | 1.122 |

График промене броја становника у току последњих година